# Pic Lombard
Il Pic Lombard (2.975 m s.l.m., detto anche Pic du Lombard) è una montagna delle Alpi del Monginevro nelle Alpi Cozie. Si trova nel dipartimento francese delle Alte Alpi.

## Caratteristiche

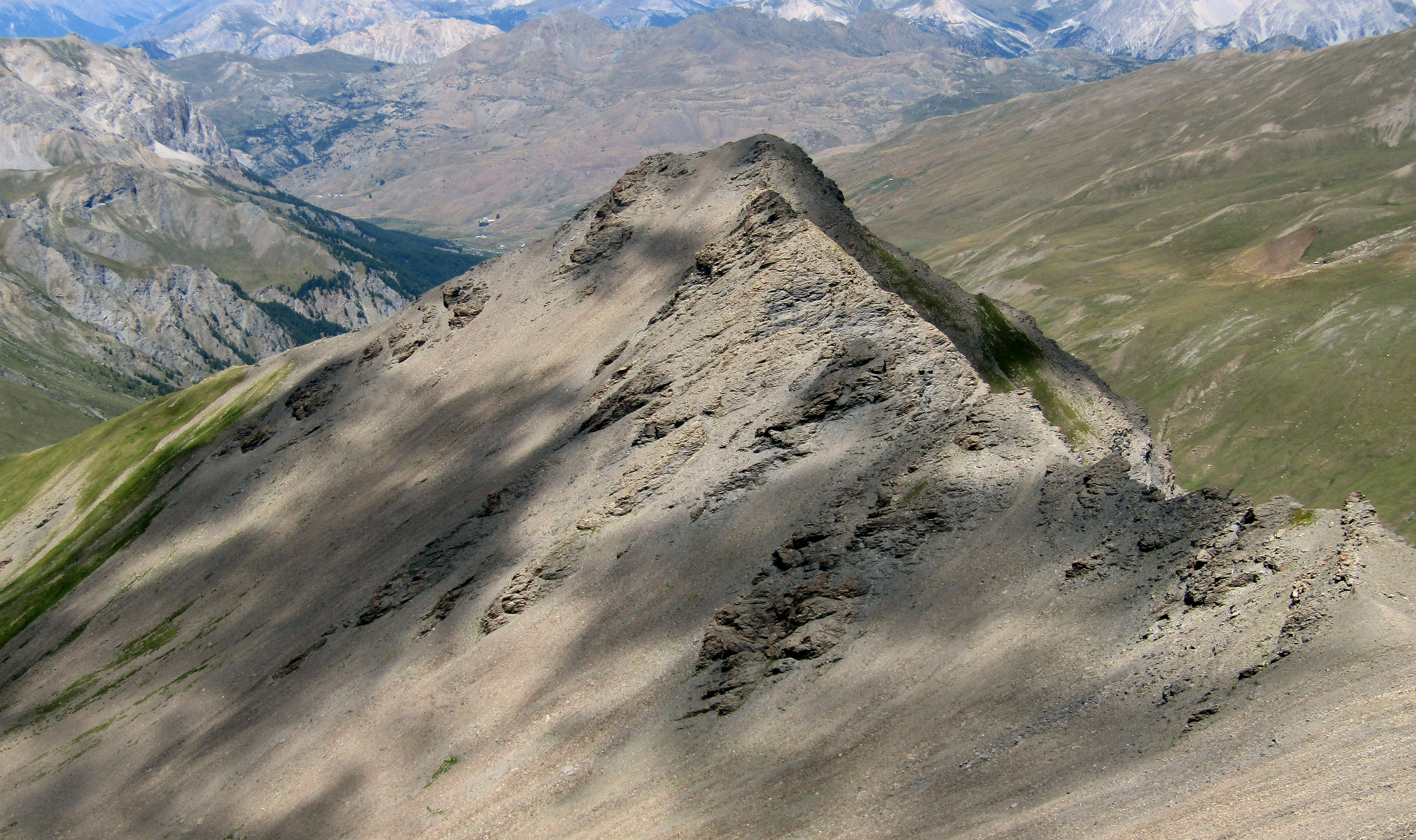
Vista dal Petit Rochebrune

La montagna è la principale elevazione del costolone che, in corrispondenza del Petit Rochebrune, si stacca dallo spartiacque tra la valle della Cerveyrette e quella del Guil e separa tra loro i due rami nei quali si divide l'alta valle della Cerveyrette. Tra il Pic Lombard e il Petit Rochebrune si trovano una serie di elevazioni minori di natura rocciosa che si staccano dal crestone detritico che collega le due montagne. Il Pic du Lombard domina visivamente la piana di Fonts, l'ultimo centro abitato della vallata; sulla sua cima sorge una croce con alla base una cassettina metallica che contiene il libro di vetta.

## Salita sulla vetta

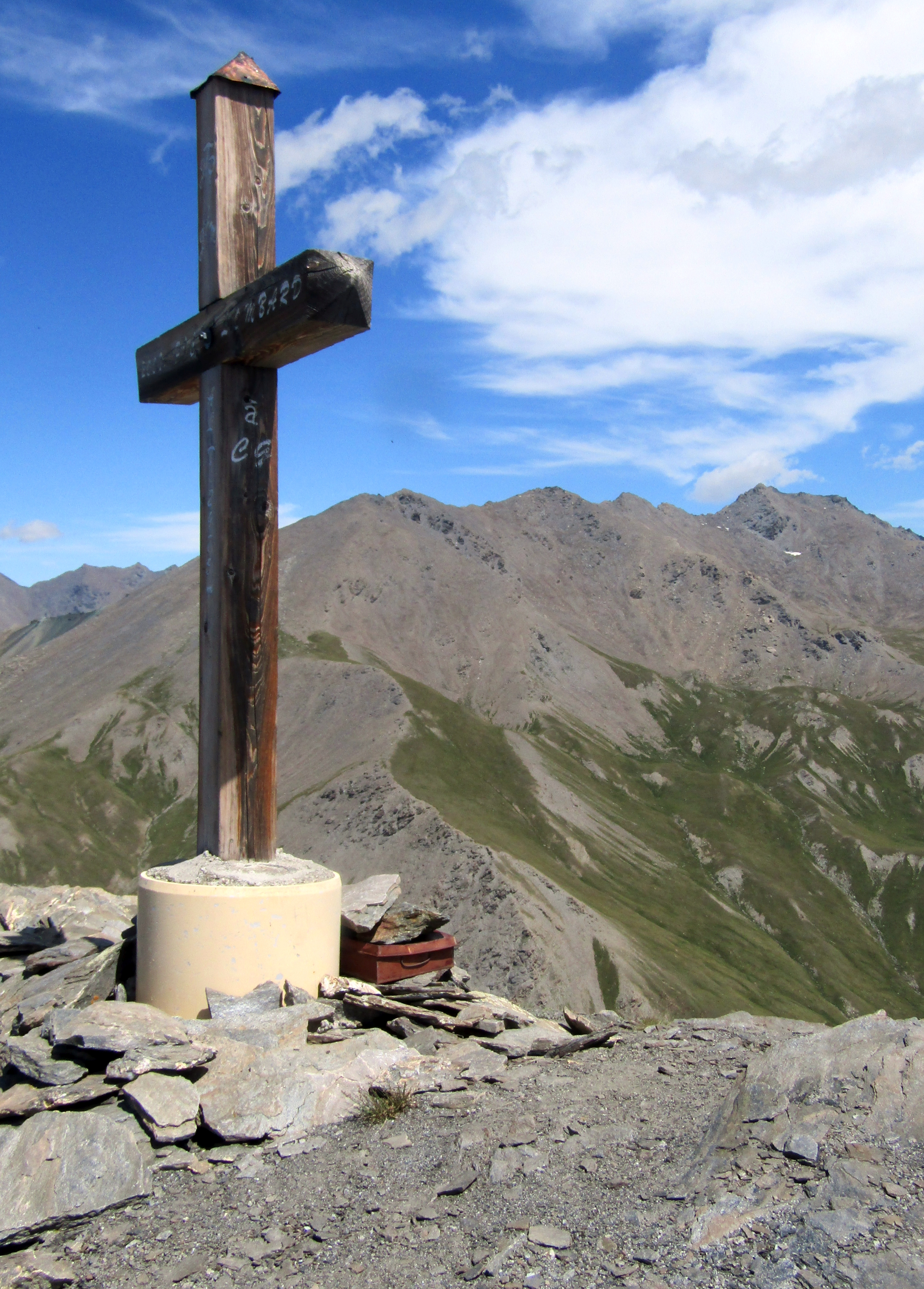
La croce di vetta, sullo sfondo la Merciantaria

Si può salire sulla vetta partendo da Les Fonts, frazione di Cervières. La montagna è anche una classica meta di escursioni scialpinistiche, considerata di difficoltà BSA.

## Punti d'appoggio
- Rifugio Fonts de Cervières - 2040 m[2]